# Mistrovství Evropy v zápasu ve volném stylu 2010
Mistrovství Evropy v zápasu ve volném stylu 2010 se konalo ve Baku, Ázerbájdžánu. Akce se konala od 13. dubna do 18. dubna 2010.

## Výsledky

### Muži
| Kategorie | Zlato             | Stříbro               | Bronz                    | Bronz            |
| --------- | ----------------- | --------------------- | ------------------------ | ---------------- |
| 55 kg     | Mahmud Magomedov  | Radoslav Velikov      | Marcel Ewald             | Viktor Lebeděv   |
| 60 kg     | Opan Sat          | Malkhaz Zarkua        | Andrei Perpelita         | Vasyl Fedoryšyn  |
| 66 kg     | Džabrajil Hasanov | Magomedmurad Gadžijev | Otar Tušišvili           | Adam Sobieraj    |
| 74 kg     | Děnis Carguš      | Kiril Terziev         | Čamsulvara Čamsulvarajev | Batuhan Demirçin |
| 84 kg     | Anzor Uryšev      | Šarif Šarifov         | Gheorghiță Ștefan        | Michail Ganev    |
| 96 kg     | Chetag Gozjumov   | Giorgi Gogšelidze     | Serhat Balcı             | Aliaksei Dubko   |
| 120 kg    | Bilal Machov      | Fatih Çakıroğlu       | Alexej Šemarov           | Dimitar Kumčev   |

### Ženy
| Kategorie | Zlato                   | Stříbro                   | Bronz               | Bronz                |
| --------- | ----------------------- | ------------------------- | ------------------- | -------------------- |
| 48 kg     | Lorisa Ooržaková        | Yana Stadnik              | Melanie Lesaffre    | Iwona Matkowska      |
| 51 kg     | Sofia Mattssonová       | Estera Dobre              | Oleksandra Kohut    | Alexandra Engelhardt |
| 55 kg     | Anastasija Grigorjevová | Natalja Golcová           | Agata Pietrzyk      | Ana Paval            |
| 59 kg     | Sona Ahmadliová         | Taybe Yusein              | Meryem Seloum Fatah | Marianna Sastinová   |
| 63 kg     | Ljubov Volosovová       | Audrey Prieto-Bokhashvili | Yuliya Ostapchuk    | Elina Vaseva         |
| 67 kg     | Nadya Sementsova        | Kateryna Burmistrova      | Alena Kartashova    | Iryna Tsyrkevich     |
| 72 kg     | Stanka Zlatevová        | Ekaterina Bukina          | Emma Weberg         | Maider Unda          |